# Dichotomyctere fluviatilis
Cá nóc da beo hay còn gọi là cá nóc xanh (Danh pháp khoa học: Dichotomyctere fluviatilis) là một loài cá nóc trong họ Tetraodontidae. Cá nóc da beo nước ngọt có khả năng sống trong môi trường nước mặn, đặc biệt lưu ý nó có thể xé nát con mồi như các loại cá có kích thước nhỏ hiền lành và bơi chậm chạp như cá vàng. Cá đẻ trứng lên giá thể cứng vùng nước cạn, cá đực chăm sóc và bảo vệ trứng cho đến khi trứng nở.